# Hoodwinked Too! Hood vs. Evil
Hoodwinked Too! Hood vs. Evil (bra: Deu a Louca na Chapeuzinho 2; prt: Capuchinho Vermelho: A Nova Aventura) é um filme de animação digital estadunidense de 2011, dos gêneros comédia e aventura, dirigido por Mike Disa, com roteiro de Cory Edwards, Todd Edwards e Tony Leech. Trata-se da sequência de Hoodwinked! (2005), com a maioria do elenco reprisando seus papéis do filme original com exceção de Anne Hathaway e Jim Belushi, substituídos por Hayden Panettiere e Martin Short, respectivamente.
O filme segue Chapeuzinho/Capuchinho durante seu treinamento com um grupo misterioso chamado "Irmãs do Capuz" e deve se unir ao Lobo para resgatar João e Maria e Vovó Pocket da bruxa má Verushka. Lançado em 29 de abril de 2011 nos Estados Unidos pela The Weinstein Company, Hoodwinked Too! recebeu críticas negativas e, ao contrário do filme anterior, se tornou um fracasso de bilheteria.

## Enredo
O Lobo, Vovó Pocket e Ligeirinho/Tiques estão em uma missão de resgate da agência "Felizes para Sempre" para salvar João e Maria de uma bruxa má chamada Verushka; o plano dá errado, no entanto, e a Vovó também é sequestrada. Enquanto isso, Chapeuzinho está treinando com um grupo misterioso chamado "Irmãs do Capuz", onde ela descobre que uma receita secreta de trufas mágicas foi roubada. Ela é designada pelo detetive Nick Pirueta/Badanas com Lobo e Ligeirinho para encontrar a receita e salvar sua avó.
Ao obter informações na boate do Gigante e interrogar sua harpa falante, Chapeuzinho e seu bando descobrem que o coelho Boingo, agora preso, tem enviado ingredientes específicos para Verushka, que também estava na prisão e escapa por pouco da equipe. Chapeuzinho e Lobo discutem sobre quem deixou Verushka fugir, resultando com Chapeuzinho se separando do Lodo e de Ligeirinho. Enquanto isso, Verushka, que roubou a receita, tenta forçar a Vovó a fazer as trufas para ela. Vovó escapa e encontra João e Maria, mas descobre que eles são os verdadeiros mentores por trás do roubo da receita. Vovó é recapturada e descobre que Verushka era sua antiga colega de classe quando ambas estavam treinando com as Irmãs do Capuz: Verushka sempre era a segunda melhor colocada nos treinos do grupo, perdendo apenas para a própria Vovó, causando-lhe inveja e sua união com João e Maria para se vingar de Pocket.
Depois de encorajado pelo Ligeirinho, Lobo decide pedir desculpas a Chapeuzinho, mas sofre um atentado em sua casa feito pelos capangas de João e Maria, Os Três Porquinhos, escapando por pouco. Lobo e Ligeirinho retornam ao quartel-general do "Felizes para Sempre" para encontrá-lo abandonado e danificado também pelos porcos. No caminho para o esconderijo da bruxa, Lobo e Ligeirinho resgatam Chapeuzinho, que havia sido pega depois de tentar invadir o local primeiro. Os dois fazem as pazes e se infiltram no prédio de João e Maria com a ajuda de Kirk, o lenhador, e sua trupe de artistas. Chapeuzinho revela acidentalmente o ingrediente final da receita de trufas, nozes da macadâmia, e as trufas são finalmente feitas pelos vilões.
João e Maria comem as trufas e se transformam em gigantes, destruindo o centro da cidade. Eles, contudo, traem Verushka, deixando-a junto com Chapeuzinho e sua turma para serem comidos por uma aranha gigante, sendo posteriormente salvos por Kirk e seus amigos. Vovó re-encoraja Chapeuzinho e a convence para unir suas forças junto com Lobo e Ligeirinho para deter os gigantes vilões. Eles enganam João e Maria para que eles comam mais trufas, tornando-os tão obesos que não conseguem mais mexer os braços e as pernas, sendo finalmente detidos e presos. Nicky, então, recruta a equipe de Chapeuzinho para outra missão.

## Elenco
- Hayden Panettiere como Chapeuzinho/Capuchinho Vermelho
- Glenn Close como Vovó Abigail Puckett
- Patrick Warburton como o Lobo
- Joan Cusack como Verushka Van Vine
- Bill Hader como João
- Amy Poehler como Maria
- Cory Edwards como Ligeirinho/Tiques
- Cheech Marin como Mad Hog
- Tommy Chong como Stone
- Phil LaMarr como Wood
- David Ogden Stiers como Detetive Nick Pirueta/Badanas
- Andy Dick como Boingo
- Martin Short como Kirk
- Benjy Gaither como Japeth
- Brad Garrett como o Gigante
- Wayne Newton como a harpa falante

## Produção

### Desenvolvimento
Hoodwinked! foi um dos primeiros filmes de animação computadorizada totalmente financiados de forma independente e foi produzido com um orçamento de cerca de oito milhões de dólares, consideravelmente menos do que o orçamento da maioria dos filmes de animação produzidos em estúdios grandes. O filme foi dirigido e escrito por Cory Edwards, Todd Edwards e Tony Leech e distribuído pela The Weinstein Company, que não realizou quase nenhuma assistência durante a produção da animação, com exceção de alguns ajustes finais. Foi lançado em dezembro de 2005 sendo recebido com críticas mistas, embora tenha tido um grande sucesso financeiro, ganhando mais de cento e dez milhões de dólares em todo o mundo.
Em fevereiro de 2006, Cory Edwards anunciou que ele, juntamente com Todd Edwards e Tony Leech, estava escrevendo uma sequência, embora eles não voltassem como diretores. Cory citou muitas razões para não retornar como diretor da sequência; além de querer focar em outros filmes, particularmente filmes de ação em live-action, para não se dedicar apenas em animações, ele explicou que havia uma relação tensa de trabalho entre ele e alguns dos "atores principais" do filme original. Ele também questionou a integridade do gênero de conto de fadas satírico, do qual Hoodwinked! faz parte, chamando-o de, em sua próprias palavras: "uma tendência sobre a qual duvidei do sucesso ao terminar o filme". Inicialmente, o filme seria financiado de forma independente pela Kanbar Entertainment, com a Weinstein Company distribuindo, como havia sido feito com o filme anterior; no entanto, as duas empresas firmaram um acordo de co-financiamento, a pedido da The Weinstein Company.
Em março de 2007, foi anunciado que Mike Disa, que trabalhava há muito tempo na indústria da animação, faria sua estreia como diretor na sequência de Hoodwinked!. Embora Disa não tivesse visto o filme original antes de ser abordado para dirigir a sequência, Cory Edwards expressou entusiasmo por seu envolvimento, dizendo que ele "tem uma verdadeira paixão pela animação".

### Elenco
Enquanto a maioria do elenco reprisou seus papéis do primeiro filme, Hayden Panettiere substituiu Anne Hathaway no papel de Chapeuzinho, enquanto Martin Short substituiu Jim Belushi no papel do lenhador Kirk. Cory Edwards explicou que o papel de Chapeuzinho foi reformulado devido ao recente sucesso da carreira de Hathaway, dizendo: "Está claro para mim que o envolvimento dela no primeiro filme foi um bom favor para Harvey [Weinstein], sendo o último de seus papéis interpretando uma garotinha [...]". Sobre a saída de Belushi do elenco original, Edwards explicou: "Ele nunca se sentiu muito à vontade com o sotaque do lenhador. Ele também queria nos ajudar na sequência, mas continuou dizendo: 'Eu não sou um cara de sotaque'".
Enquanto que no filme original, a voz do personagem Ligeirinho foi criada simplesmente acelerando a gravação em 50%, várias velocidades foram usadas nesse filme e, ocasionalmente, o diálogo era mais alto sem a necessidade da dublagem ser acelerada.

### Animação
Enquanto a animação do primeiro filme foi produzida por um pequeno grupo de animadores independentes nas Filipinas, a animação deste filme foi produzida pelo estúdio canadense de animação e efeitos visuais Arc Productions. No entanto, como no primeiro filme, o software Maya foi usado para criar a animação do filme. A renderização foi feita no Mental ray, a composição foi feita no Fusion e as pinturas foscas foram criadas no Adobe Photoshop. As explosões apresentadas no filme foram criadas usando Maya e Houdini.
O diretor Mike Disa explicou que, ao projetar os locais para o filme, eles consideravam "a ideia de um conto de fadas moderno nos tempos modernos" perguntando a si mesmos "como seria uma cidade de conto de fadas se tivesse evoluído por centenas de anos? Como os personagens se locomoveriam?"; e dizendo: "Nos sentamos e trabalhamos a tecnologia e mitologia do mundo de Hoodwinked! que os produtores não haviam estabelecido no primeiro filme".

### Processos de lançamento
O filme seria lançado originalmente em 15 de janeiro de 2010; no entanto, em dezembro de 2009, foi anunciado que a data de lançamento seria adiada para fevereiro. Um executivo da The Weinstein Company declarou que algumas das razões eram para que a empresa pudesse concentrar seus recursos na promoção de Youth in Revolt, que seria lançado em 8 de janeiro daquele ano, e para que eles pudessem realizar alguns ajustes na animação do filme. Ele também afirmou que a Weinstein Company estava nos estágios finais de um acordo de marketing com uma rede de fast food'.
O Burger King lançou brindes do filme em janeiro de 2010, logo após a divulgação da data de lançamento inicial do filme, embora posteriormente adiada sem uma nova data definida.
Em março de 2010, foi revelado que a Kanbar Entertainment estava processando a The Weinstein Company por adiar o lançamento do filme, por não fazer contribuições para as contas mensais de produção após fevereiro de 2009 e por não consultá-las sobre uma estratégia de lançamento. A Kanbar Entertainment também afirmou que a Weinstein Company não respondeu às mudanças propostas para o filme, mesmo que a Kanbar Entertainment tivesse autoridade final sobre as decisões de produção.
Em fevereiro de 2011, o primeiro trailer e pôster do filme foram lançados e uma nova data de lançamento para 29 de abril de 2011 foi finalmente anunciada.

## Trilha sonora
Dois álbuns de trilhas sonoras foram lançadas para Hoodwinked Too!: Hoodwinked Too! Hood vs. Evil (Original Motion Picture Soundtrack) apresentou as canções utilizadas no filme, enquanto Hoodwinked Too! Hood vs. Evil (Original Motion Picture Score) apresentou as faixas instrumentais do filme compostas por Murray Gold.

### Lista de faixas deHoodwinked Too! Hood vs. Evil (Original Motion Picture Soundtrack)
| N.º            | Título                                   | Artistas                    | Duração |  |
| 1.             | "You Know It"                            | Lavay Cole e Andrea Remanda | 2:23    |  |
| 2.             | "I Can Do It Alone"                      | Hayden Panettiere           | 3:25    |  |
| 3.             | "Big City"                               | Dan Myers                   | 2:18    |  |
| 4.             | "Living In A Fairy Tale (With You)"      | Wayne Newton                | 0:51    |  |
| 5.             | "Look Out Shorty!"                       | Wayne Newton                | 1:24    |  |
| 6.             | "Little Squirrel (Forage For Your Love)" | Dan Myers                   | 3:55    |  |
| 7.             | "Inseparable"                            | Hayden Panettiere           | 4:02    |  |
| 8.             | "Kung Fu Fighting"                       | Theo Bleckmann              | 0:56    |  |
| 9.             | "Perfect Two"                            | Ceej                        | 3:14    |  |
| 10.            | "Living In A Fairy Tale (With You)"      | Dan Myers                   | 2:02    |  |
| 11.            | "Lethal Aneurysm"                        | Michael Kincart             | 2:36    |  |
| Duração total: | Duração total:                           | Duração total:              | 27:06   |  |

### Lista de faixas deHoodwinked Too! Hood vs. Evil (Original Motion Picture Score)
| N.º            | Título                        | Duração |  |
| 1.             | "Happily Ever Before"         | 1:13    |  |
| 2.             | "Operation Free The Children" | 4:08    |  |
| 3.             | "Out Of Reach"                | 0:47    |  |
| 4.             | "Red"                         | 1:59    |  |
| 5.             | "Sister Hoods"                | 2:54    |  |
| 6.             | "HEA"                         | 1:27    |  |
| 7.             | "Hoodwinked Hop"              | 0:40    |  |
| 8.             | "A Hasty Exit"                | 1:09    |  |
| 9.             | "A Long Standing Feud"        | 2:27    |  |
| 10.            | "The Amazing Granny Puckett"  | 0:38    |  |
| 11.            | "How It All Started"          | 2:15    |  |
| 12.            | "On The Trail Of Evil"        | 2:02    |  |
| 13.            | "Survive the Night"           | 0:39    |  |
| 14.            | "Three Pigs"                  | 1:43    |  |
| 15.            | "A Pitiful Fight"             | 0:51    |  |
| 16.            | "The Song Of Kirk"            | 1:16    |  |
| 17.            | "The Unstoppable Hoods"       | 0:57    |  |
| 18.            | "A Dastardly Growth Spurt"    | 1:38    |  |
| 19.            | "Red Down"                    | 4:21    |  |
| 20.            | "Legs"                        | 1:50    |  |
| 21.            | "Go Red!"                     | 0:30    |  |
| 22.            | "A Gigantic Problem"          | 1:29    |  |
| 23.            | "In Training"                 | 2:14    |  |
| 24.            | "All In The Balance"          | 2:01    |  |
| 25.            | "Swaggering Through The City" | 1:16    |  |
| Duração total: | Duração total:                | 46:11   |  |

## Lançamento

### Recepção comercial
Ao contrário de seu antecessor, que teve sucesso financeiro, Hoodwinked Too! Hood vs. Evil se tornou uma bomba de bilheteria. O filme ficou em sexto lugar nas bilheterias de seu fim de semana de estreia, durante o qual arrecadou 4.108.630 dólares em 2.505 cinemas, com média de 1.640 dólares por sala. O filme caiu para o número dez na bilheteria nacional em seu segundo final de semana, declinando 50,3%, e saiu do Top 10 no terceiro fim de semana. Hoodwinked Too! se tornou decepcionante comercialmente em comparação com o filme original, que estreou com US$ 12.401.900, colocando-o no número três nas bilheterias norte-americanas em seu fim de semana de estreia e mantendo-se entre os dez primeiros por um total de cinco semanas. Ao longo de seu circuito teatral, Hoodwinked Too! arrecadou US$ 10.143.779 nas bilheterias internas estadunidenses e US$ 16.960.968 em todo o mundo, recuperando apenas cerca de 50% de seu orçamento e ficando muito aquém do seu antecessor, que ganhou US$ 51.386.611 no mercado interno e US$ 110.013.167 no mundo todo. Hoodwinked Too! Hood vs. Evil seguiu um padrão de sequências animadas lançadas em 2011 com desempenho financeiro baixo em comparação com seus antecessores.

### Resposta da crítica
Houve uma época em que os contos de fadas eram contados com beleza, inteligência, simplicidade e charme, uma tradição que parece cada vez mais uma coisa do passado em Hoodwinked Too! Hood vs. Evil. A animação lembra mais um experimento de laboratório do que um filme propriamente dito, no qual histórias clássicas de crianças são contadas com estilos dos filmes de Bond, piadas idiotas e caos nas artes marciais, esse erro de mania leva o revisionismo do livro de histórias a fins cada vez mais irritantes.

—Justin Chang
Hoodwinked Too! Hood vs. Evil recebeu críticas muito negativas. No agregador de críticas Rotten Tomatoes, o filme obteve uma taxa de aprovação de 11% com base em sessenta e cinco avaliações, com uma classificação média de 3,4/10; o consenso crítico do site diz: "Esta animação pode até revolucionar com seu 3D, em comparação ao filme original, mas Hoodwinked Too! carece da inteligência da primeiro filme e de seu charme de baixo orçamento". No Metacritic, outro site agregador de análises, a sequência possui uma pontuação média ponderada de 20 de 100, indicando "análises geralmente desfavoráveis".
Claudia Puig, do jornal USA Today, disse que "Hoodwinked Too! Hood vs. Evil é memorável por ser um dos filmes de animação mais desagradáveis dos últimos anos. Se alguma vez houve um filme que deveria ter sido lançado diretamente em vídeo - ou melhor ainda, nunca deveria ser feito - é este!". Roger Moore, escrevendo para o Orlando Sentinel, deu ao filme duas estrelas de quatro, criticando a história como "nada mais que uma série de 'níveis' de videogame de artes marciais para crianças pequenas", embora elogiando o trabalho de voz de Bill Hader e Amy Poehler, cujas atuações ao dublar João e Maria ele considerou "inspiradoras". Todd McCarthy, do The Hollywood Reporter considerou o filme "um dos mais desagradáveis e menos necessários filmes de animação do século até agora". Kyle Smith, do New York Post, apenas deu ao filme metade de uma estrela em sua crítica e escreveu: "Poucas pessoas exigiram uma sequência de Hoodwinked! de 2005; essas poucas pessoas deveriam ter sido ignoradas". Em dezembro de 2011, Chris Knight, do National Post, listou Hoodwinked Too! em sua lista dos "dez piores filmes de 2011".
Até mesmo os críticos que aprovaram o primeiro filme ficaram desapontados com a sequência. Michael Phillips, do Chicago Tribune, deu ao filme uma estrela e disse que a sequência "carece da mesma quantidade de diversão do filme original". Michael O'Sullivan, do The Washington Post, escreveu que "enquanto o primeiro filme foi retirado da mediocridade por um enredo absolutamente delicioso, a sequência é um assunto plano, demorado e em grande parte sem alegria".
Em nítido contraste com outras críticas, Nell Minow do Chicago Sun-Times deu a Hoodwinked Too! três estrelas, elogiando as fortes personagens heroínas do filme e o seu roteiro.
Assim como no filme original, muitas críticas também foram dadas à animação do filme. Em sua crítica ao The New York Times, Andy Webster criticou a animação do filme, afirmando que "as imagens não se aproximam remotamente da nuance de, digamos, Ice Age, e muito menos dos filmes da Pixar. [...] a sua semelhança com gráficos de videogame é muito idêntica, muito aguda". Michael O'Sullivan, do The Washington Post, disse que o filme e seus personagens "sofrem de rigidez estilística".
Cory Edwards, que co-escreveu o filme, dirigiu e co-escreveu o filme anterior, expressou desapontamento com o resultado final da sequência, insinuando que ela não atrairia muito apelo para ninguém com mais de dez anos de idade, dizendo: "Estou desanimando por abrir mão da direção para ver esse resultado e testemunhar outras pessoas fazerem coisas em meu projeto que eu não faria"; ele também expressou decepção com várias mudanças feitas no roteiro original. Patrick Warburton expressou sentimentos semelhantes ao dizer que o filme tem menos "alma" do que seu antecessor, atribuindo esse problema ao menor envolvimento dos irmãos Edwards e Tony Leech: "Sinto que os caras do filme original se ferraram", disse ele, embora tenha qualificado essa resposta com um reconhecimento de que conhece pouco dos conflitos nos bastidores do filme. Trabalhar na sequência deixou uma impressão tão fraca sobre Warburton que, apenas dois anos após o lançamento do filme, ele quase não se lembrava de ter participado da produção de Hoodwinked Too!.

### Mídia doméstica
Hoodwinked Too! Hood vs. Evil foi lançado em DVD, Blu-ray e Blu-ray 3D combo em 16 de agosto de 2011.